# AVR (Jülich)

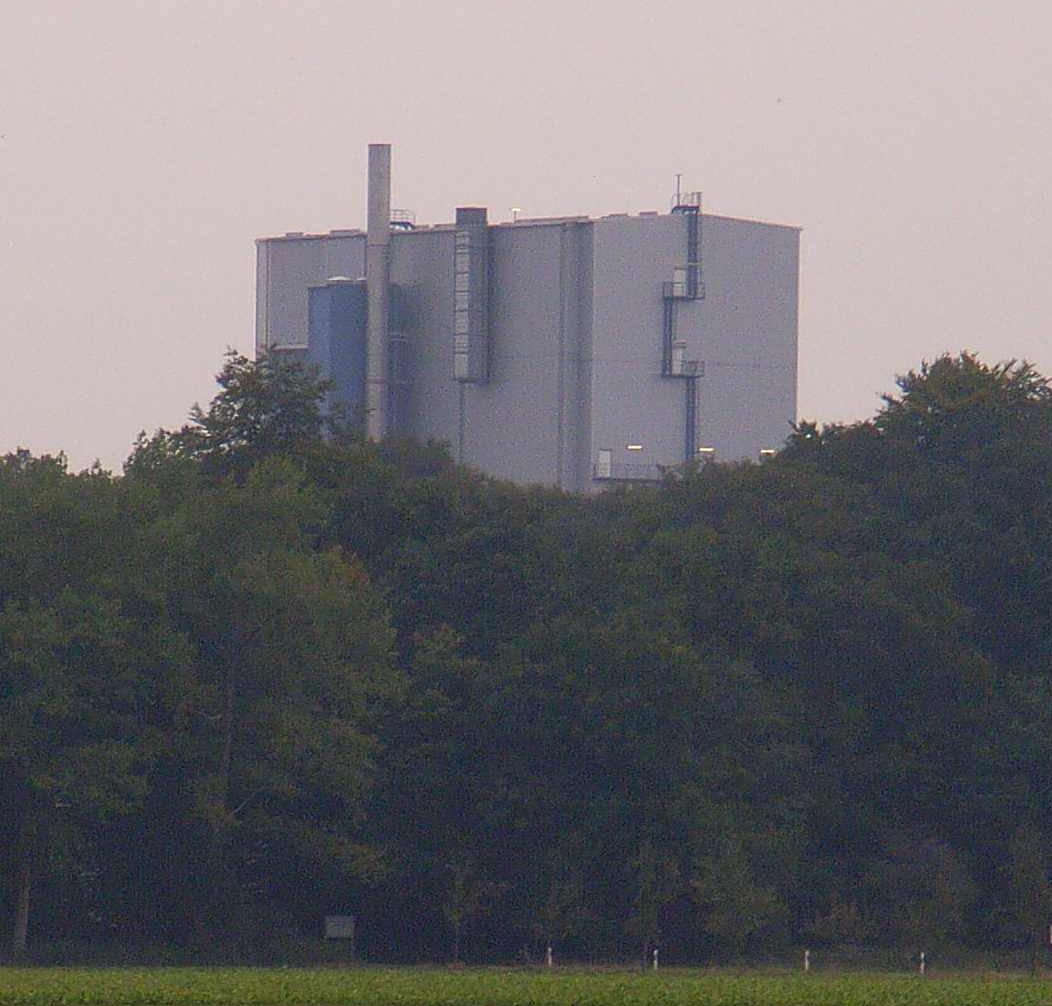
Reaktorgebäude (sichtbar ist nur die Materialschleuse)

Das Versuchskernkraftwerk AVR Jülich (Arbeitsgemeinschaft Versuchsreaktor Jülich) war der erste deutsche Hochtemperaturreaktor (HTR). Die Anlage diente der Stromerzeugung sowie der Erprobung eines neuen Reaktortyps; es war kein Forschungsreaktor zur Neutronenproduktion.
Der AVR basiert auf einem Konzept von Farrington Daniels, dem Erfinder von Kugelhaufenreaktoren, worauf auch die Bezeichnung „Daniels pile“ zurückgeht. Als geistiger Vater der AVR wird häufig Rudolf Schulten bezeichnet.
Die Anlage steht in Jülich unmittelbar neben dem Gelände des Forschungszentrums Jülich (FZJ) auf einer vom Land Nordrhein-Westfalen durch Erbbaurecht zur Verfügung gestellten Fläche. Betreiber und Eigentümer war ein Konsortium von 15 kommunalen Elektrizitätsunternehmen. Der AVR hatte eine elektrische Nettoleistung von 13 Megawatt und wurde von 1966 bis 1988 betrieben. Im Verhältnis zur Nennleistung ergibt die über 7167 Tage Laufzeit eingespeiste Strommenge von 1506 GWh einen Kapazitätsfaktor von rund 67,3 % – ein Wert, der mit damaligen kommerziellen Reaktoren vergleichbar ist, jedoch weit unterhalb heute erreichbarer Werte liegt. Der Median der Welt-Reaktorflotte im Jahr 2019 lag bei 85,9 %.  Es traten mehrere Defekte und Störfälle auf; Kritiker sehen Indizien, dass der Reaktor sogar havariert ist. Der AVR-Betrieb und mögliche Gefährdungen beim Betrieb wurden 2011 bis 2014 von externen Experten untersucht; laut Abschlussbericht vom April 2014 gab es gravierende verheimlichte Probleme und Fehlverhalten. Zum Beispiel manipulierten im Jahr 1978 Techniker die Reaktorsteuerung bewusst so, dass eine Notabschaltung des Reaktors vermieden wurde; erst sechs Tage nach Beginn eines Störfalls fuhren sie den Reaktor herunter.
FZJ und AVR räumten 2014 öffentlich Versäumnisse ein.
Der Rückbau des AVR gilt als außergewöhnlich schwierig, langwierig und kostenintensiv. Da die Betreiber sich überfordert zeigten, werden Rückbau und Entsorgung von staatlichen Stellen in Auftrag gegeben und bezahlt. 2003 wurde die öffentliche Hand auch formal Eigentümer des AVR und seines Atommülls. Seit 2009 führt die Zwischenlagerung von 152 Castoren mit AVR-Brennelementen im FZJ-Castorenlager zu Kontroversen: Seine Genehmigung lief 2013 aus, da ausreichende Sicherheitsnachweise nicht erbracht werden konnten und es einen Stresstest nicht bestand; es wurde bis Mitte 2014 behördlicherseits geduldet. Am 2. Juli 2014 erließ die Atomaufsicht eine Räumungsanordnung für das Zwischenlager. Es wurde 2014 mit einer massiven Betonmauer zum Schutz gegen terroristische Flugzeugabstürze versehen. Seit 2012 laufen Planungen, die AVR-Castoren wegen des außerordentlich großen Entsorgungsaufwandes in die USA zu exportieren. In 2015 ermittelte die Staatsanwaltschaft gegen das Forschungszentrum Jülich wegen des Verdachts des unerlaubten Umgangs mit Kernbrennstoffen in Zusammenhang mit den AVR-Castoren. Die Staatsanwaltschaft plädierte für den Freispruch.

## Geschichte
1956 wurde eine Interessengemeinschaft zur Bauvorbereitung des AVR ins Leben gerufen. 1959 wurde daraus die „Arbeitsgemeinschaft Versuchsreaktor GmbH“ (AVR GmbH), ein Konsortium aus 15 lokalen Elektrizitätsversorgern unter Führung der Stadtwerke Düsseldorf als Bauherr und Betreiber (weitere Gesellschafter u. a. Stadtwerke Aachen, Bonn, Bremen, Hagen, Hannover, München, Wuppertal). Die Machbarkeit und Funktionsfähigkeit eines gasgekühlten, graphit-moderierten Hochtemperaturreaktors zur Stromerzeugung sollte demonstriert werden. Gebaut wurde der AVR ab 1961 von BBC und Krupp. Die AVR-Planung sowie der Bau erfolgten auf fast rein industrieller Basis, bis 1964 unter Leitung von Rudolf Schulten. Es gab finanzielle Unterstützung des Bundes. Die Voraussetzungen zum Bau des AVR wurden wesentlich von Leo Brandt geschaffen.
Ab 1964 (in diesem Jahr wurde Schulten Institutsleiter des FZJ) begann das FZJ, sich verstärkt dem Kugelhaufenreaktor zu widmen. 1966 wurde der AVR erstmals kritisch, 1967 speiste das Kraftwerk erstmals Strom in das öffentliche Stromnetz. Angaben zu den Baukosten schwanken zwischen 85 und 125 Mio. DM (aufsummiert während der Bauzeit, ohne Inflationsausgleich).
Die AVR GmbH war bis 2003 zwar formal eine eigenständige Gesellschaft, de facto aber ab ca. 1970 abhängig vom FZJ: Das FZJ zahlte hohe Betriebskostenzuschüsse an die AVR GmbH, um den Weiterbetrieb zu sichern, da der im AVR erzeugte Strom nur einen kleinen Teil der Betriebskosten deckte. Mitte der 1970er Jahre etwa standen 3 Mio. DM Stromerlös pro Jahr Betriebskosten ohne Brennstoffver- und -entsorgung von 11 Mio. DM pro Jahr gegenüber. Zur Unterstützung des AVR durch FZJ gehörte auch die Beschaffung und die Rücknahme der Brennelementkugeln: FZJ war und blieb bis 1. September 2015 Besitzer der AVR-Brennelemente. In Verträgen zwischen AVR GmbH und FZJ wurden Einzelheiten des AVR-Betriebs festgelegt. Außerdem wurde der AVR-Betrieb vom FZJ wissenschaftlich begleitet.
In den ersten Jahren wurde der AVR mit Kühlgasaustrittstemperaturen von 650 °C bis 850 °C, von Februar 1974 bis Ende 1987 nominell bis 950 °C betrieben. Die letztgenannten hohen Temperaturen werden in Jülich als Weltrekord für Nuklearanlagen bezeichnet, wurden aber im US-amerikanischen Testreaktor UHTREX weit übertroffen. Sie sollten die AVR-Eignung für Kohlevergasung demonstrieren und damit zu einer längerfristigen Perspektive für die Kohleförderung in NRW beitragen. Der geplante elektrische Wirkungsgrad von 38 % konnte trotz der erzielten hohen Gastemperaturen nicht erreicht werden (realer Wirkungsgrad brutto 32 %, netto 29 %), vermutlich aufgrund von Gasbypässen um den Dampferzeuger. Nach Entdeckung von AVR-Kernbereichen mit stark überhöhten Temperaturen durften im letzten Betriebsjahr allerdings 810 °C nicht mehr überschritten werden. Die geplante Umwandlung des AVR in eine Anlage zur Kohlevergasung wurde nicht bewilligt, ebenso wenig wie der Bau eines fortgeschrittenen AVR-II in Jülich. Nach 21 Betriebsjahren wurde der Reaktor am 31. Dezember 1988 abgeschaltet. Insgesamt produzierte er rund 1,7 Milliarden Kilowattstunden Strom (brutto) und speiste 1,5 Milliarden Kilowattstunden Strom ins öffentliche Netz ein. Eine Rückschau zum Versuchsbetrieb des AVR aus Sicht der Befürworter dieser Technologie legte der VDI 1990 vor. Nach Einschätzung von Kritikern entspricht der Zustand des AVR zu Betriebsende dem eines havarierten Reaktors mit Kernschaden. Die Strontiumkontamination im Reaktorbehälter ist danach vergleichbar derjenigen des TMI-Reaktors nach dessen Kernschmelze.
Das Stilllegungskonzept wurde in den Folgejahren von „Sicherer Einschluss“ über „Entkernung“ in „vollständiger Abbau“ geändert. Dazu wurde die AVR im Jahr 2003 in das bundeseigene Unternehmen Energiewerke Nord (EWN), heute EWN Entsorgungswerk für Nuklearanlagen GmbH, integriert, welches sich auf den Rückbau von Kernkraftwerken spezialisiert hat. Vorausgegangen war dem ein Gutachten des Bundesrechnungshofs, welches massive Kritik am mangelnden Fortschritt des AVR-Entsorgungsprojekts 1989–2002 unter Jülicher Leitung übte und andere Projektverantwortliche als FZJ und AVR empfahl. Der EWN-Vorstandsvorsitzende sah mit dem AVR-Abriss eine der bisher schwierigsten Aufgaben auf seine Firma zukommen. Derzeit laufen Vorbereitungen für die vollständige Beseitigung der Anlage. Im Jahr 2006 wurde eine 60 × 40 Meter große Materialschleuse aus Stahl vor dem Reaktorgebäude errichtet, um das Ausschleusen des Reaktorbehälters zu ermöglichen.
Laut Zeitplänen aus dem Jahr 2009 sollten bis zum Jahr 2015 die Rückbauarbeiten beendet und der Zustand „Grüne Wiese“ hergestellt sein, während der Reaktorbehälter 200 m entfernt für mindestens 60 Jahre zwischengelagert wird. Aktuell (2014) wird erst 2022[veraltet] mit Beendigung der Sanierung des AVR-Geländes gerechnet. Aufgrund der hohen Kontamination des Kühlkreislaufs bereitet der Rückbau erhebliche Probleme. Im Jahr 2000 räumten die Betreiber ein, dass die β-Kontamination (90Sr) des AVR-Reaktors sogar die höchste aller Reaktoren und Nuklearanlagen weltweit ist und zudem noch in der ungünstigsten Form, nämlich staubgebunden vorliegt. Ebenfalls außergewöhnlich hoch und hinderlich bei der Entsorgung ist der Gehalt an langlebigem 14C, welcher durch umfangreiche Verwendung verunreinigten, aber billigen Kohlesteins statt Graphit und durch einen sorglosen Umgang mit Stickstoff im Reaktorbetrieb entstand (s. hier), sowie an 137Cs, 60Co und Tritium.

## Aufbau

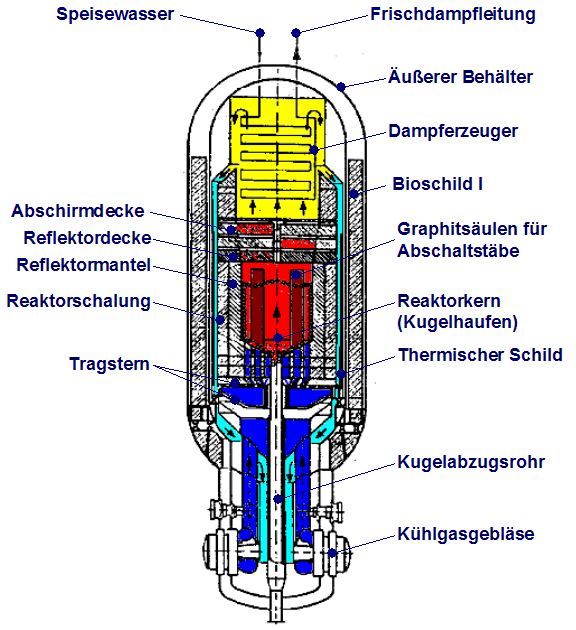
Aufbau des AVR-Reaktors

Abweichend von der normalerweise genutzten Anordnung des Dampferzeugers neben dem Reaktorkern wurde der Dampferzeuger beim AVR oberhalb des Reaktorkerns angeordnet, was einen besonders kleinen Flächenverbrauch zur Folge hat. Die Abschaltstäbe werden in separaten Graphitsäulen, die den Reaktorkern durchdringen, von der Unterseite des Reaktors eingefahren. Ebenfalls auf der Unterseite des Reaktors befinden sich die Kühlgebläse und die Kugelabzugsvorrichtung. Abgeleitet von der vertikalen Anordnung und dem kleinen Flächenverbrauch gab es bei BBC/HRB Pläne für ein HTR-100-Industriekraftwerk, das direkt in Industrieanlagen für Prozesswärme- und Stromerzeugung genutzt werden sollte. Im Betrieb des AVR zeigte sich jedoch, dass konstruktiv auf jeden Fall verhindert werden muss, dass Wasser in den Reaktorkern dringen kann und eine vertikale Anordnung demzufolge risikobehaftet ist. Beim Bau des kommerziellen Prototyps THTR-300 in Hamm-Uentrop wurden die Dampferzeuger deshalb neben dem Kern angeordnet und die Steuerstäbe ohne Graphitsäulen direkt von oben in den Kugelhaufen gefahren, was einen kompakteren Kernaufbau ermöglicht. Diese direkt in den Kugelhaufen einfahrenden Steuerstäbe erwiesen sich jedoch als Fehlkonstruktion, da zu viele Brennelemente zerstört wurden, sodass neuere Konzepte diesbezüglich wieder auf dem AVR aufbauen. Die Anordnung von Dampferzeugern in separaten Behältern neben dem Kernbehälter verringert zwar die Wahrscheinlichkeit des Eindringens von flüssigem Wasser in den Kern, erhöht aber das Risiko von Lufteinbrüchen mit Graphitbrand wegen der Verbindungsleitung zwischen den Behältern als Schwachstelle. Das integrierte Behälterkonzept des AVR wurde auch nicht vollständig aufgegeben, sondern lebt in einigen Projektvorschlägen weiter.
Der AVR-Reaktorbehälter hat etwa die gleiche Größe wie derjenige des Kernkraftwerk Krümmel, dessen elektrische Leistung aber 100-fach größer war.
| Technische Daten                    | AVR-Versuchsreaktor                                                                           |
| ----------------------------------- | --------------------------------------------------------------------------------------------- |
| thermische Leistung                 | 46 MW                                                                                         |
| elektrische Nettoleistung           | 13 MW                                                                                         |
| Mittlere Leistungsdichte            | 2,6 MW/m³                                                                                     |
| Reaktorkern Höhe/Durchmesser        | 2,8 m / 3 m                                                                                   |
| Brenn- und Brutstoff                | 235U und 232Th                                                                                |
| Mittlere Brennstofftemperatur       | 642 °C                                                                                        |
| Maximale Brennstofftemperatur       | 1041 °C                                                                                       |
| Höhe Reaktordruckbehälter           | 24,9 m                                                                                        |
| Durchmesser Reaktordruckbehälter    | 5,8 m                                                                                         |
| Material Reaktordruckbehälter       | Stahl                                                                                         |
| Moderatormaterial                   | Graphit                                                                                       |
| Kühlmittel                          | He                                                                                            |
| Eintrittstemperatur                 | 275 °C                                                                                        |
| Mittlere Kühlgasaustrittstemperatur | bis 720 °C (bis 1970), bis 760 °C (1970–1974), bis 950 °C (1974–1986), bis 810 °C (1986–1988) |
| Druck                               | 10,8 bar                                                                                      |
| Frischdampftemperatur               | 505 °C                                                                                        |

## Störfälle
Kugelhaufenreaktoren haben den prinzipiellen Nachteil, dass zeitnahe Messungen im Reaktorkern nicht vorgenommen werden können – anders als in konventionellen KKW. Soweit das Störfallgeschehen den AVR-Kern betraf, konnte es nur mit zeitlicher Verzögerung und nur ungenau detektiert werden. Nach Meinung von Kritikern wurde und wird dieser Umstand dazu benutzt, Störfälle zu verheimlichen oder zu verschleiern.
Am 1. Juli 1973 wurde „Erhöhte Ableitung von radioaktivem Tritium in die Atmosphäre“ als meldepflichtiges Ereignis beim Bundesamt für Strahlenschutz registriert. In den Jahren 1967 bis 1973 gelangte Tritium in die Umgebung, da der Tritiumfilter in dieser Zeit nicht funktionsfähig war. Konkrete Emissionswerte wurden nicht veröffentlicht. Die Tritiumproduktion im AVR war wegen Lithiumverunreinigungen in einigen Komponenten (Kohlestein) ungewöhnlich hoch, sodass es zu erheblichen Emissionen gekommen sein könnte. Ein umfangreicher Turbinenölbrand ereignete sich am 11. Februar 1971, nachdem ein Leck in einer Ölleitung nur provisorisch abgedichtet worden war. Als vermutliche Folge eines Lufteinbruchs (100 m³) am 10. Mai 1971 kam es Mitte der 1970er Jahre zu Brennelementschäden (sogenannter Pellkartoffeleffekt). Am 7. September 1971 gelangten 50 Liter korrosive Salzsäure in das Speisewasser des Sekundärkreislaufs. 1974 wurde entdeckt, dass aufgrund fehlender Strahlenabschirmung nach oben – ein schwerer Auslegungsfehler der BBC – erhebliche Strahlenbelastungen durch Skyshine (an Luft reflektierte Gammastrahlen und Neutronen) bis ca. 100 m außerhalb des Zauns auftraten (siehe Bioschild 1 in der Abbildung Aufbau des AVR-Reaktors, der in der oberen Kugelkalotte fehlt). Innerhalb des Geländes wurden Gesamtdosisraten von mehr als 10 mSv pro Jahr, am Zaun bis 4 mSv/a gemessen. Auf dem Dach des Reaktors betrugen die Dosisleistungen sogar bis 2 mSv/h, also 17 Sv/a. Zum Vergleich: die Hintergrunddosis (z. B. durch natürliche radioaktive Materialien in der Umwelt, Flugreisen oder medizinische Maßnahmen) bewegt sich für die Normalbevölkerung üblicherweise im einstelligen Millisievert-Bereich pro Jahr. In Guarapari wird aufgrund des thoriumhaltigen Monazitsandes an einigen Stellen der Strände bis zu 175 Millisievert pro Jahr gemessen.
Nachdem die Aufsichtsbehörde Mitte 1975 mit Stilllegung des Reaktors gedroht hatte, wurden provisorische Abschirmmaßnahmen ergriffen, mit denen die Neutronenstrahlung bis auf die Hälfte reduziert werden konnte. Wegen der verbleibenden Belastung musste ein Teil des Forstes außerhalb des AVR-Geländes für die Öffentlichkeit gesperrt werden. Im ersten Halbjahr 1976 stieg die Freisetzung von Cäsium und Strontium aus den Brennelementen in den Kühlkreislauf um mehr als das Tausendfache an. Eine befriedigende Erklärung dafür gibt es noch nicht. Von Seiten kritischer Beobachter wird ein bisher verheimlichter Störfall vermutet, bei dem der Reaktor aufgrund zu hoher Spaltstoffkonzentrationen im äußeren Kernbereich nicht hinreichend unter Kontrolle war, was zu sehr hohen Temperaturen führte. Am 31. Oktober 1980 klemmte ein Abschaltstab bei einer testweisen Reaktorschnellabschaltung. 1982 strömten 120 Liter Öl aus den Heliumgebläsen in den Hauptkühlkreislauf, wo sich durch Zersetzung des Öls große Mengen Ruß und Ablagerungen bildeten. Durch ein undichtes Entwässerungsventil des Sicherheitsbehälters gelangte am 11. Juni 1987 Radioaktivität in die Umgebung.
Bis 1982 funktionierte die Abbrandmessanlage im Reaktor, mit welcher der Restspaltstoffgehalt der entnommenen Kugeln bestimmt werden sollte, faktisch nicht, danach nur unbefriedigend. Deshalb konnte die Spaltstoffverteilung im Reaktor, die durch gezielte Rückführung von Kugeln geeigneten Abbrands in Rand- bzw. Innenbereich beeinflusst werden sollte, nur schlecht gesteuert werden. Außerdem zeigte sich 1984, dass der Reaktorkern aufgrund eines Auslegungsfehlers bei der Kugelzugabeeinrichtung unsymmetrisch beladen wurde, was eine Schieflast zur Folge hatte. Beides dürfte zu erheblichen Abweichungen von vorgesehenen Betriebsparametern geführt haben. Da aber Kugelhaufenreaktoren nicht mit kontinuierlich arbeitenden Messeinrichtungen im Kern bestückt werden können, lassen sich keine genauen Angaben machen. Die Fehler der Abbrandmessung haben auch zur Folge, dass die Inhalte der einzelnen Castoren mit verbrauchten AVR-Brennelementen nur ungenau bekannt sind.
Vom 13. bis 22. Mai 1978 traten infolge eines Lecks im Überhitzerteil des Dampferzeugers 27,5 t Wasser in den He-Primärkreislauf und damit in den Reaktorkern ein. Dieser Störfall wurde damals nur als (damals niedrigste) Kategorie C (keine oder nur geringe sicherheitstechnische Bedeutung) deklariert, obwohl er wegen des positiven Reaktivitätseffekts des Wassers (Möglichkeit einer prompten Überkritikalität des Reaktors) und der möglichen chemischen Reaktion des Wassers mit dem Graphit mit Bildung explosionsfähiger Gase einer der gefährlichsten Störfälle für einen Hochtemperaturreaktor ist. Der Störfall blieb wahrscheinlich nur deshalb ohne schwere Folgen, weil der Kern nach Eindringen größerer Wassermengen nur Temperaturen unter 600 °C aufwies und weil das Leck klein blieb. Trotzdem blieb der Reaktor lange abgeschaltet und musste danach fast ein Jahr lang durch das Fahren mit verringerter Temperatur „getrocknet“ werden, um die Wasserreste zu entfernen. Unter dem Reaktor befindet sich seitdem durch den Störfall radioaktiv belastetes Erdreich und Grundwasser. Durch den Störfall wurde das Fundamentkammerwasser, welches mit der Umgebung in direktem Kontakt steht, mit 90Sr und Tritium erheblich radioaktiv kontaminiert. Während Strontium noch im Bereich des Reaktors vorhanden ist, hat sich Tritium vermutlich (dies ist nicht mehr nachvollziehbar) mit dem Grundwasser entfernt. Die Aktivität an Tritium im Störfallwasser war um einen Faktor von 70 bis 300 höher als diejenige von Strontium. Diese Grundwasserkontamination durch Tritium beim AVR war nach Einschätzung von Rainer Moormann, früherer Mitarbeiter des FZJ, die bisher größte radioaktive Grundwasserkontamination durch eine zivile Nuklearanlage in Westeuropa. Infolge dieses Störfalles wurden bei nachfolgenden Designs von Hochtemperaturreaktoren Vorkehrungen getroffen, die eine Flutung des Kerns mit flüssigem Sekundärkühlmittel verhindern sollen. Diese Vorkehrungen erhöhen aber das Risiko von Leckagen an der Primärkreisumschließung und damit von Lufteinbrüchen mit Reaktorbrand.
Im Jahr 2008 wurde ein FZJ-Bericht von Moormann veröffentlicht, laut dem die übermäßig starke radioaktive Kontamination des Reaktors auf eine unzureichende Überwachung des Reaktorkerns sowie auf einen länger andauernden Betrieb bei unzulässig hohen Temperaturen zurückzuführen ist. Dies habe u. a. dazu geführt, dass Spaltprodukte aus den Graphitkugeln austreten konnten. Moormann betont, dass es sich dabei um inhärente Probleme von Kugelhaufenreaktoren handelt (also nicht nur um ein AVR-Problem) und stellt die Frage, ob das Kugelhaufenprinzip überhaupt machbar bzw. verantwortbar ist. Später trug Moormann zur Aufdeckung weiterer Unregelmäßigkeiten und Störfälle im AVR bei.
Erst im Jahr 1999 wurde entdeckt, dass der AVR-Bodenreflektor, auf dem der Kugelhaufen ruht, im Betrieb zerbrochen war und dass sich etwa einige hundert Brennelemente im gebildeten Riss verklemmt haben bzw. als Bruchstücke hindurchgefallen sind. Diese Brennelemente konnten großenteils nicht entfernt werden. Zu eventuellen sicherheitstechnischen Auswirkungen dieses Ereignisses gibt es keine Untersuchungen.
Ein ehemaliger (1964–1969) leitender Mitarbeiter des damaligen Bau-Konsortiums, Urban Cleve, welcher mit der umstrittenen LaRouche-Bewegung eng zusammenarbeitet, stritt ab 2008 Störfälle beim AVR und jegliche Gefährdung durch den AVR ab. Auf Tagungen, unter anderem der LaRouche-Bewegung, behauptete Cleve weiterhin, im AVR-Reaktor sei sogar absichtlich zweimal der GAU bzw. sogar der Super-GAU herbeigeführt worden, ohne dass etwas passiert sei.
Auch der damalige Leiter der Reaktortechnik von RWTH und FZJ, Hans-Josef Allelein, bezeichnete im Zuge der Fukushima-Diskussion im April 2011 den AVR-Betrieb als hinreichend sicher. Die unabhängige AVR-Expertengruppe zur Untersuchung der AVR-Störfälle folgte den Positionen von Allelein und Cleve jedoch nicht, sondern bestätigte schwerwiegende verheimlichte Vorkommnisse und gab Moormann in fast allen Punkten recht.
Seit 2011 ist ein Gutachten für die NRW-Landesregierung von 1988 zugänglich, welches gravierende Sicherheitsmängel bei Kugelhaufenreaktoren – speziell beim AVR – benennt. Dazu gehört vor allem das oben diskutierte Risiko prompter Überkritikalitäten bei Störfällen mit Einbruch von flüssigem Wasser in den Kern bei kritischem Reaktor, welches eine katastrophale Zerstörung der Anlage zur Folge haben kann. Das Risiko prompter Überkritikalitäten wird von anderen Autoren bestätigt. In diesem Sicherheitsgutachten wird vom Chernobyl-Syndrom des Kugelhaufenreaktors gesprochen und darauf verwiesen, dass die Betriebsmannschaft den AVR-Reaktor, als während des vorgenannten Störfalls von 1978 flüssiges Wasser in den Reaktor strömte, für drei Tage sogar dadurch nuklear kritisch gemacht hat, dass sie das Reaktorschutzsystem unzulässig manipulierte. Obwohl es sich dabei um einen schwerwiegenden Vorgang handelte, wurde die AVR GmbH von der NRW-Atomaufsicht nur verwarnt. Des Weiteren kritisiert das Gutachten das unzureichende Abschaltsystem des AVR: Die außerhalb des Kugelhaufens installierten Abschaltstäbe allein reichten nicht zur Abschaltung aus, sondern es musste zusätzlich über einen elektrisch beheizten Hilfskessel eine Mindesttemperatur von 130 °C im Reaktorkern aufrechterhalten werden, oder es mussten einige tausend Brennelemente entnommen werden, um unkontrollierte Rekritikalität zu verhindern: Am 28. März 1977 wurde der AVR durch übermäßige Abkühlung des Kugelhaufens bei abgeschaltetem Reaktor trotz vollständig eingefahrener Abschaltstäbe ungewollt kritisch; es gelang, ihn schadlos in einen kontrollierbaren Zustand zurückzuführen. Laut Gutachten ist der AVR völlig unzureichend gegen Flugzeugabsturz und terroristische Angriffe geschützt. Vermutlich hat dieses Sicherheitsgutachten wesentlich zur Entscheidung beigetragen, den Reaktor Ende 1988 stillzulegen.
Die Einlassungen von Rainer Moormann werden von Befürwortern der Kugelhaufentechnologie überwiegend als destruktiv angesehen. Für seine gegen erheblichen Widerstand der Befürworter und zum Teil des FZJ vorgenommenen Enthüllungen erhielt Moormann den Whistleblowerpreis 2011.

### AVR-Expertengruppe
Eine Aufarbeitung der AVR-Vergangenheit durch FZJ und AVR GmbH fand trotz der sich spätestens seit Anfang 2006 verdichtenden Hinweise auf verheimlichte massive Unregelmäßigkeiten lange Zeit nicht statt. Erst unmittelbar nach der Nuklearkatastrophe von Fukushima setzten das FZJ und die AVR GmbH eine unabhängige Expertengruppe ein, welche die Historie des AVR aufarbeiten und insbesondere zu den Enthüllungen von Moormann Stellung nehmen soll. Im März 2014 wurde ein Bericht erstellt, der am 10. Juni 2014 mit den Autoren öffentlich diskutiert wurde.
Die Expertengruppe stellt unter anderem fest, dass
- ihr keine Informationen vorliegen, welche die Einschätzungen von Moormann und Benecke zu Wassereinbruchstörfällen im AVR und ihrem hohen Gefahrenpotential widerlegen; das gilt damit auch für die Einschätzung von Moormann, dass die AVR-Auslegungsstörfälle mit Wassereinbruch wegen der überhitzten Kernbereiche nicht beherrscht werden konnten
- überhitzte Kernbereiche bereits 1977 vermutet wurden, und bemängelt, dass diesem Problem erst zehn Jahre später nachgegangen wurde
- es noch immer keine befriedigende Erklärung für die überhitzten Bereiche im AVR gibt
- die überhitzten Bereiche im AVR vermutlich zur hohen Kontamination des Reaktors geführt haben; sie hält den besonders starken Anstieg um 1976 für ungeklärt
- illegale Manipulationen des Reaktorschutzsystems während des Wassereinbruchstörfalls 1978 stattgefunden haben
- nicht alle meldepflichtigen Ereignisse von AVR GmbH an die Aufsichtsbehörde gemeldet wurden und Meldungen häufig zu optimistische Einschätzungen enthielten
- insbesondere die Einstufung des realen Wassereinbruchstörfalls 1978 in die am wenigsten gefährliche Kategorie C unangebracht war; vielmehr sei eine Einstufung in Kategorie B, eventuell sogar die höchste Kategorie A angemessen gewesen
- die angeblich günstigen Eigenschaften des Kugelbrennelementes zur Spaltproduktrückhaltung, die eine entscheidende Säule des HTR-Konzeptes darstellen, nicht hinreichend nachgewiesen sind, insbesondere betreffend Diffusions-bedingter Durchlässigkeit
- die Umgebungsüberwachung zur Radioaktivität – gemessen an den Möglichkeiten der Betriebszeit – unzureichend war
- ein Zusammenhang zwischen AVR-Betrieb und Leukämiefällen um Jülich vermutlich nicht besteht.

Das FZJ bedauert in einer Stellungnahme zum Bericht, dass es in der Vergangenheit gravierende Fehler und Versäumnisse, sowie Unzulänglichkeiten bei der Einhaltung der Regeln einer guten wissenschaftlichen Praxis gab. Am 14. Mai 2014 kündigte FZJ an, die Arbeiten zu Kugelhaufenreaktoren (außer zur Entsorgung) baldmöglichst einzustellen und die noch betriebenen Großexperimente stillzulegen.
Der Bericht der Expertengruppe bedeutet im Wesentlichen eine Bestätigung der Kritiker der Kugelhaufenreaktortechnologie. HTR-Befürworter kritisieren den Bericht als „ehrenrührig“.

## Leukämiefälle bei Kindern in der Region Jülich
Um 1990 kam es in den Jülich benachbarten Orten Titz und Niederzier zu einem signifikanten Anstieg von Leukämieerkrankungen bei Kindern. Das FZJ schloss damals radioaktive Emissionen aus FZJ und AVR als Ursache aus. Die Aufarbeitung des AVR-Wassereinbruchstörfalls von 1978 sowie des AVR-Betriebs deutet jedoch darauf hin, dass unkontrollierte radioaktive Tritiumemissionen vor allem über das Grundwasser in großem Umfang vorgekommen sein könnten (siehe Störfälle). Vor 1995 gab es weder an den Grundwassermessstellen noch in den Wasserwerken Analysen auf Tritium, sodass die damalige Tritiumbelastung der Bevölkerung nicht mehr eindeutig nachvollziehbar ist.
In einem Bericht hat der Kreis Düren 2010 die potentiellen Gesundheitsrisiken in Bezug auf den Betrieb des AVR-Versuchsreaktors aus radiologischer Sicht untersucht. Als Fazit stellt der Bericht zwar fest, dass kein Zusammenhang zwischen dem Betrieb des AVR-Versuchsreaktors und einer gesundheitlichen Beeinträchtigung belegt ist. Der Bericht umfasst aber nur den Zeitraum ab ca. 1995, also nicht das vorgenannte Leukämiecluster.
Die AVR-Expertengruppe schließt einen Zusammenhang zwischen Leukämiefällen und AVR-Betrieb weitgehend aus. Kritiker folgen dem jedoch nicht, sondern weisen auf einen methodischen Fehler in den Untersuchungen der Expertengruppe hin: Die Expertengruppe hat die maximal denkbare Dosis während des AVR-Betriebs auf Basis der ungünstigsten Messwerte abgeschätzt und daraus ihre Schlussfolgerung gezogen. Diese Abschätzung verwendete für Tritium, das beim Wassereinbruchstörfall 1978 eine wichtige Rolle spielte, mangels älterer Werte (s. o.) Messwerte von 1997 in Grundwasser und Trinkwasser, die für den Zeitraum der Leukämieentstehung und den AVR-Wassereinbruchstörfall nicht repräsentativ sind und damit ein viel zu günstiges Bild erzeugt haben könnten. Akzeptiert man das, wäre ein kausaler Zusammenhang zwischen den Leukämiefällen und den Tritiumemissionen zwar noch nicht ableitbar, allerdings geriete der Ausschluss von radioaktiven Emissionen aus AVR/FZJ als Verursacher der Leukämie ins Wanken.

## Rückbau, Entsorgung
Der Reaktorbehälter wird zunächst nicht zerlegt, da das wegen seiner hohen Kontamination für die nächsten Jahrzehnte als praktisch unmöglich gilt. Im November 2008 wurde er stattdessen mit 500 Kubikmeter Porenleichtbeton verfüllt, um so die radioaktiv hoch kontaminierten Graphitstaubteilchen zu fixieren und den Behälter zu stabilisieren. Dieses Verfahren hatten die EWN bei der Sicherung maroder russischer Atom-U-Boote bei Murmansk bereits vielfach erprobt. Ursprünglich geplant für 2011, in der Realität von November 2014 bis Mai 2015, wurde der 2100 Tonnen schwere Behälter mittels sieben Kränen aus seiner Position gehoben und mit einem Modulfahrzeug mit eigenem Antrieb (SPMT engl. Self-Propelled Modular Transporter) zur Zwischenlagerung über einige Umwege in eine 300 Meter entfernte, neu errichtete Halle transportiert, damit der mit 90Sr radioaktiv kontaminierte Boden bzw. das Grundwasser unter dem Reaktor gereinigt werden können. Die Verzögerungen beim Rückbau schlugen mit etwa 1,3 Millionen Euro pro Monat allein an Personalkosten zu Buche. Nach Beseitigung der oberirdischen Bauten müssen vor Abbruch des Reaktorfundaments Spundwände 17 m tief in den Boden gerammt werden und danach das Grundwasser im Reaktorbereich abgepumpt werden, um eine Ausbreitung der radioaktiven Kontamination während der Abbrucharbeiten am Fundament zu verhindern. Über das eigentliche Verfahren zur Boden-Grundwasserreinigung kann erst entschieden werden, wenn nach Abbruch des Fundaments detailliertere Informationen über die Kontaminationssituation vorliegen. Erst dann kann auch ein entsprechendes Genehmigungsverfahren begonnen werden. Bisherige Messungen an weniger kontaminierten Bereichen zeigten schon, dass die Strontium-90-Konzentration mit 1200 Bq/kg um bis einen Faktor 2 über der Unbedenklichkeitsschwelle (Freigabewert für Bodenaushub nach Strahlenschutzverordnung, seit Oktober 2011: 0,6 Bq(90Sr)/g) liegt. 2008 wurde in Fachkreisen diskutiert, aus Kostengründen eventuell nicht das gesamte Erdreich vollständig zu reinigen, sondern nur die oberen Schichten. Für die tieferen Schichten soll ggf. nur durch Rechnungen gezeigt werden, dass von ihnen keine Gefahr ausgeht. Dabei spielt eine Rolle, dass eine ausreichende Zahl von Analysen zum Nachweis der Strontiumbeseitigung mit unvertretbar hohem Aufwand verbunden wäre. Das wäre zwar rechtlich zulässig, stünde aber in Widerspruch zu öffentlichen Versprechungen von AVR/EWN. In diesem Zusammenhang sind auch die niedrigen Eingreifrichtwerte für Strontium in Wasser (3 Bq 90Sr/l) und für Bodenoberflächen nach Strahlenschutzverordnung (2 Bq 90Sr/kg Boden) zu berücksichtigen. Nach Auffassung von Kritikern bleibt der AVR-Standort damit trotz Sanierung langfristig eine radioaktive Altlastfläche. Durch die Halbwertszeit des 90Sr von rund 28,8 Jahren nimmt die Belastung jedoch auch in menschlichen Zeitskalen messbar ab, was bei chemischen Altlasten wie POPs oder Schwermetallen nicht der Fall ist. Im Jahr 2001 gemessene Werte dürften daher (unter Vernachlässigung eventueller Verdünnungs-, Transport- und Bioakkumulationseffekte) im Jahr 2022 durch den fortschreitenden radioaktiven Zerfall um rund 40 % niedriger sein.
Problematisch war auch die sehr starke Strahlung des Reaktorbehälters, die in der Transportphase nach Berechnungen die zulässigen Grenzwerte am Zaun der Anlage praktisch erreichen wird. Vorläufige Messungen am mit Beton verfüllten Behälter ergaben, dass die Strahlung um bis zum Faktor 130 höher sein könnte. Neuere Ergebnisse zeigen, dass die letztgenannte starke Strahlung nicht aus dem Behälter, sondern von Komponenten außerhalb des Behälters emittiert wurde. Im Januar 2011 hat die AVR GmbH eine Änderung der Transportgenehmigung des Reaktorbehälters beantragt, mit dem Ziel, statt eines Luftkissenschlittens ein SPMT verwenden zu dürfen. Da dieses ferngelenkt werden könnte und die Transportzeit verringert würde, erhofft man sich davon eine Verkleinerung der Strahlenbelastung. Kosten für den ursprünglich bis 2015 zu beendenden Teilrückbau werden von der Bundesregierung auf mehr als 600 Millionen Euro geschätzt. 1988 ging man von nur 39 Mio. DM aus, was etwa den Rücklagen der Betreiber für die Entsorgung entsprach. Es stellte sich aber bald heraus, dass die Entsorgungskosten erheblich höher sein würden und die Finanzkraft der AVR-Eigentümer und -gesellschafter übersteigen würden; außerdem hätten die AVR-Gesellschafter wegen der Rechtsform des AVR als GmbH nicht über Haftungsdurchgriff zur Kostenübernahme gezwungen werden können. Bund (90 %) und Land NRW (10 %) übernahmen die Entsorgungskosten schon in der ersten Rückbauphase. In dieser Zeit von 1988 bis 2003, also vor der Übernahme des AVR durch die EWN GmbH, sind bereits Rückbaukosten von 200 Mio. Euro angefallen, ohne dass entscheidende Fortschritte erzielt werden konnten. Diese älteren Kosten sind in aktuellen Kostenaufstellungen der EWN in der Regel nicht enthalten, was zu gelegentlichen Fehlinterpretationen bezüglich der Gesamtkosten geführt hat. Ab 2003, dem Zeitpunkt der Übernahme des AVR durch EWN, wurde die Kostenübernahme auf 70 % Bund und 30 % NRW geändert. Die Rückbaukosten werden diejenigen des KKW Stade, welches die 40-fache Leistung aufwies und etwa die 100-fache Strommenge erzeugte, deutlich übersteigen: Das 2002 stillgelegte KKW Stade wird bis 2023 mit Kosten von (Stand 2017) 1 Milliarde Euro zurückgebaut. Erst nach einer weiteren Abklingzeit von mindestens 60 Jahren soll der AVR-Behälter schließlich von Robotern zerlegt werden und in ein Endlager überführt werden. Problematisch bzgl. Endlagerung des Reaktorbehälters ist der sehr hohe Gehalt der Graphit- und Kohlesteineinbauten an 14C (Halbwertszeit = 5730 Jahre), da dieser die im Endlager Schacht Konrad zulässige Gesamtaktivität an 14C zu mindestens 75 % ausschöpfen würde. Quelle von 14C ist überwiegend Stickstoff, der als Verunreinigung vor allem im Kohlestein vorlag und auch zur Reaktorabschaltung benutzt wurde: Stickstoff reagiert durch (n,p)-Reaktion (Neutroneneinfang und Protonenabgabe) mit hoher Ausbeute zu 14C. Eine Endlagerung des Behälters in Schacht Konrad kommt damit praktisch nicht in Frage. Das 14C-Problem wurde erst im Jahr 2000 nach Probennahmen offenkundig: Die auf Rechnungen basierenden Jülicher Angaben zum AVR-Inventar hatten die 14C-Menge vorher um den Faktor 25 unterschätzt. Kritiker sehen darin einen Beleg für eine nicht ausreichend intensive und sorgfältige Beschäftigung des FZJ mit Entsorgungsfragen von Kugelhaufenreaktoren. Eine Verbringung des zerlegten AVR-Behälters (500 m³ ohne Verpackung) in das in Deutschland geplante Endlager für wärmeentwickelnden Abfall würde die Endlagerkosten im Vergleich zu Schacht Konrad aber nach vorläufigen Schätzungen mindestens verfünffachen. Diskutiert wird darum auch ein separates, oberflächen- und standortnahes Endlager für den AVR-Reaktorbehälter nach Vorbild geplanter französischer Endlager für 14C-Atommüll. Daneben wurde vom FZJ mit Unterstützung des BMBF im Rahmen des Projekts CarboDISP mit negativem Ergebnis geprüft, ob der genehmigte Grenzwert für 14C in Schacht Konrad (400 TBq) noch nachträglich angehoben werden kann. Die Kosten ab 2015 (2022) sind noch nicht bekannt.

### AVR-Atommüll im havarierten Versuchsendlager Asse-II
101 Fässer mit ca. 50.000 bis 55.000 bestrahlten AVR-Graphitkugeln ohne Kernbrennstoff (nur die Anzahl der Fässer wurde dokumentiert, die darin insgesamt enthaltene Kugelzahl wurde vom FZJ nachträglich 2010 geschätzt) und 8 Fässer, die unter anderem in Forschungsreaktoren testweise bestrahlte AVR-Brennelementkugeln enthielten (Anzahl der Brennelementkugeln noch unbekannt), wurden bereits 1973–1978 im Versuchsendlager Asse eingelagert. Die eingelagerten AVR-Graphitkugeln enthielten weit mehr Tritium und langlebiges 14C als in der Asse zulässig war. Dieses hat Jülich bei der Einlagerung jedoch nicht korrekt deklariert, sondern es hat die Graphitkugelgebinde als schwachradioaktiv in der Asse entsorgt. Als das unzulässig hohe Radioaktivitätsinventar ab 2008 durch ausgasendes Tritium auffiel, musste FZJ Nachmeldungen für die in die Asse entsorgte Radioaktivität vornehmen. Damit erhöhte sich das insgesamt bekannte Tritiuminventar der Asse um mehr als den Faktor 10. FZJ rechtfertigte das 2010 damit, man habe bei der Einlagerung Tritium und 14C noch nicht messen können. Mittlerweile wurden jedoch Dokumente bekannt, die belegen, dass Jülich vor der Asse-Einlagerung seines Atommülls genaue Kenntnisse über dessen hohes Aktivitätsinventar hatte und deshalb möglicherweise gezielt und in großem Umfang unzulässige Einlagerungen in die Asse vorgenommen hat. Darüber hinaus gibt es den Verdacht, dass zerbrochene AVR-Brennelemente in die Asse verbracht worden sein könnten, möglicherweise als Inhalt der vorgenannten 8 Fässer mit mittelaktivem Abfall. Bereits während der Einlagerung in die Asse war Jülich bei Stichproben durch falsch deklarierte Fässer aufgefallen.
Da ab 1974 klar war, dass die ursprünglich geplante Wiederaufarbeitung der AVR-Brennelemente in der Jülicher Anlage JUPITER nicht durchführbar sein würde, andererseits aber keine ausreichenden Lagermöglichkeiten für die anfallenden abgebrannten Brennelemente vorgesehen waren, versuchte Jülich, eine Entsorgung durch Einlagerung in die Asse zu erreichen. Am 6. Oktober 1975 wurde eine Einlagerungsgenehmigung beantragt und am 4. März 1976 wurde die Genehmigung der Physikalisch-Technischen Bundesanstalt und des Oberbergamtes Clausthal zur Einlagerung von 100.000 AVR-Brennelementen mit einer Gesamtaktivität von maximal 81.000 TBq in der Asse rechtskräftig, die erst am 30. Juni 1978 auslief. Eine Genehmigung für weitere 60.000 AVR-Brennelemente wurde beantragt. Die Kugelgebinde sollten dabei so zusammengesetzt sein, dass sie nach damaliger Rechtslage an der oberen Grenze von mittelaktivem Abfall lagen. Zur Einlagerung der AVR-Brennelemente in großem Umfang kam es seinerzeit nur deshalb nicht, weil die Bevölkerung um die Asse sich unter Führung des stellvertretenden Landrates von Wolfenbüttel, Reinhold Stoevesandt, auf politischem und rechtlichen Wege, sowie durch öffentlichkeitswirksame Aktionen zur Wehr setzte. Die Einlagerung hätte das radioaktive Inventar in der Asse vervielfacht.
Weitere Details zu AVR-Atommüll in der Asse finden sich in den Ergebnisberichten des Untersuchungsausschusses des Niedersächsischen Landtags zur Asse (2012).

### AVR-Castoren: Zwischenlagerung und weiteres Vorgehen
Seit 1993 werden ca. 290.000 verbrauchte Brennelementekugeln in 152 Castor-Behältern in einem Zwischenlager auf dem FZJ-Gelände gelagert. Dessen Genehmigung lief, wie seit langem voraussehbar, Mitte 2013 ab, da erforderliche Sicherheitsnachweise für eine Verlängerung sich schwierig gestalten; außerdem befürchtete die FZJ-Aufsichtsratsmehrheit, dass der weitere Verbleib nuklearer Altlasten im FZJ dessen Ruf schaden könne. Deshalb beabsichtigte das Forschungszentrum, die Castor-Behälter (per LKW oder Bahn) in das Zwischenlager Ahaus zu überführen. Das führte ab 2010 zu massiven Protesten in ganz NRW. Auch in Jülich bildete sich eine Bürgerinitiative gegen diese Pläne. Im März 2012 wurde bekannt, dass die Genehmigung zur Einlagerung in Ahaus nicht rechtzeitig erteilt werden kann, da die Qualität der Antragsunterlagen aus Jülich unzureichend ist. Das FZJ beschloss, einen Antrag auf Verlängerung des Jülicher Lagers bis 2016[veraltet] zu stellen. Im Juli 2012 wurden Pläne des FZJ öffentlich, die 152 Castoren in den USA zu entsorgen. Hintergrund ist die Bereitschaft der USA, aus Proliferationssicht problematischen Kernbrennstoff zurückzunehmen, wenn er aus den USA geliefert wurde. Das gilt vor allem für typisch niedrig abgebrannte Brennstoffe aus Materialtestreaktoren, deren verbrauchte Brennelemente noch größere Mengen an hochangereichertem Uran enthalten. Bei den relativ hohen Abbränden des AVR-Brennstoffs ist es allerdings fraglich, ob überhaupt noch ein wesentliches Proliferationsrisiko vorliegt und ob dieses Argument eventuell nur zur Rechtfertigung eines Atommüllexports vorgeschoben wird. Dafür spricht auch, dass der AVR – obwohl der Bestimmung nach und in den Einordnungen von IAEA und BfS kein Forschungsreaktor, sondern ein Versuchs-KKW – vom FZJ seit 2012 als Forschungsreaktor bezeichnet wird; Hintergrund dürfte sein, dass gemäß EU-Richtlinie Atommüllexport nur für Forschungsreaktoren, nicht aber für Versuchs-KKW zulässig ist (außer zur Wiederaufarbeitung, die nach deutschem Recht für KKW aber nicht zulässig ist). Ein 2015 bekannt gewordenes Gutachten der US-Proliferationsbehörde verneint im Gegensatz zu FZJ-Angaben ein Proliferationsrisiko bei den AVR-Castoren und sieht daher keinerlei Notwendigkeit, die Castoren aus Proliferationsgründen in die USA zu überführen. Ein unstrittig höheres Proliferationsrisiko haben die nur niedrig abgebrannten Brennelementkugeln aus dem THTR-300, die sich im Zwischenlager Ahaus befinden. Im November 2012 beschloss der Aufsichtsrat des FZJ auch formal, auf die bis Mitte 2013 geplante Verlagerung der Castoren nach Ahaus zu verzichten und mit den Planungen für ein neues Zwischenlager in Jülich zu beginnen. An den Transportplänen in die USA als Alternative wird aber mit hoher Priorität festgehalten. Die 152 Castoren enthalten fast den gesamten Brennelement-Atommüll der AVR-Elektrizitätserzeugung (1,5 Mrd. kWh); diese Elektrizitätserzeugung entspricht jedoch nur knapp einem aktuellen deutschen Tagesbedarf (2011). Das unterstreicht das außerordentlich hohe Aufkommen an radioaktivem Abfall bei Kugelhaufenreaktoren. Einen Stresstest bestand das Jülicher Castorenlager als einziges deutsches Zwischenlager 2013 nicht. Seit dem Auslaufen der Genehmigung des Zwischenlagers am 30. Juni 2013 wurde die Lagerung aufgrund von befristeten atomrechtlichen Anordnungen der Düsseldorfer Aufsichtsbehörde anfänglich geduldet, wobei FZJ monatlich über den Stand der Arbeiten zur Genehmigung berichten musste. Versuche von FZJ, die Sicherheit des Zwischenlagers nachzuweisen, verliefen innerhalb einer gesetzten Fristen jedoch ergebnislos. Zur Erfüllung der Mindest-Sicherheitsanforderungen wurde das Zwischenlager ab Anfang 2014 mit einer massiven Betonmauer zum Schutz gegen terroristische Flugzeugabstürze versehen. Am 2. Juli 2014 erließ die Atomaufsicht eine Räumungsanordnung für das Zwischenlager und verweigerte eine weitere Duldung, da ein ausreichend sicherer Zustand mittelfristig nicht mehr erreichbar erschien. Damit war ein nicht mehr gesetzeskonformer Zustand erreicht, welcher die Staatsanwaltschaft veranlasste, Ermittlungen gegen das FZJ wegen des Verdachts der schuldhaften Herbeiführung einer genehmigungslosen Lagerung von Kernbrennstoffen aufzunehmen. Das FZJ musste bis zum 30. September 2014 ein Konzept zur Räumung vorlegen. Hintergrund ist die beim Bau unzureichend berücksichtigte potentielle Bodenverflüssigung am Lagerstandort durch Erdbeben. Dieses FZJ-Konzept wurde von der Umweltbewegung über das Umweltinformationsgesetz angefordert und veröffentlicht. Das FZJ-Detailkonzept wird sowohl von der Umweltbewegung als auch vom Gutachter der Aufsichtsbehörde als wenig zielführend kritisiert. Insbesondere sehen die Kritiker eine drastische Unterschätzung der Probleme und Risiken des angedachten USA-Exports. Bis Ende 2015 werden Nachbesserungen erwartet. Dem FZJ-Detailkonzept ist zu entnehmen, dass die FZJ-Krananlage zur Verladung der Castoren, die einer separaten Genehmigung unterliegt, nicht auf dem aktuellen Stand gehalten wurde und ihre Genehmigung daher Ende 2013 verlor. Bis zur bis Ende November 2016 erfolgten Sanierung der Krananlage war ein Abtransport der Castoren aus dem Lager daher unmöglich. Kritiker werfen dem FZJ „Schlampigkeit“ im Umgang mit Kernbrennstoff vor. Zum 1. September 2015 änderten sich die Besitzverhältnisse an den Castoren: Zusammen mit Teilen des Nuklearbereichs wurden sie in die neu gegründete „Jülicher Gesellschaft für Nuklearanlagen“ unter dem Dach der bundeseigenen EWN aus dem FZJ ausgegliedert.
Erste Ergebnisse einer Umweltverträglichkeitsprüfung für ein eventuell neu zu errichtendes Zwischenlager in Jülich wurden im Mai 2014 bekannt: Danach sind keine Hindernisse erkennbar. Diese Option wird von der Umweltbewegung favorisiert.
Soweit die vorgenannte USA-Option nicht zum Tragen kommt, ist Folgendes zu berücksichtigen: Die Castor-Behälter sind nur als Transport- und Zwischenlagerbehälter mit einer Nutzungsdauer von etwa 40 Jahren zugelassen, nicht als Endlagerbehälter. Vor Endlagerung müssen die Kugeln in einen endlagergeeigneten Behälter umgeladen werden. Wegen der Brennbarkeit und der Auslaugbarkeit müssen die Kugeln vor der Endlagerung außerdem konditioniert werden, das heißt in eine endlagergeeignete Form gebracht werden. Die früher dazu vorgeschlagene Einbettung in Beton dürfte den gewachsenen Sicherheitsansprüchen nicht mehr genügen. Darum wurde die Einbettung in SiC-Keramik vorgeschlagen. Diese Konditionierung muss auch für die in Ahaus befindlichen 600.000 THTR-Brennelemente durchgeführt werden, sodass Planungen einer gemeinsamen Konditionierungsanlage für den gesamten Brennelementabfall aus Kugelhaufenreaktoren erforderlich sind. Als Konditionierungsanlage für die Kugelbrennelemente ist nach Aussagen des BMU auch die in Gorleben gebaute PKA (Pilotkonditionierungsanlage) denkbar, was bei dortigen Bürgerinitiativen auf Widerstand stößt. Nach Informationen aus dem BMBF verlangen die USA etwa 450 Millionen Euro für die Übernahme der AVR-Castoren. In den USA wächst der Widerstand gegen eine Übernahme des AVR-Atommülls in South Carolina; die US-Aufsichtsbehörden haben angekündigt, nur Atommüll aus nichtkommerziellen Anlagen zu akzeptieren.
Der Antrag auf Einlagerung der Jülicher Castoren in Ahaus wurde 2014 angesichts der wenig erfolgreichen Exportbemühungen wieder aufgenommen, und die Einlagerungsgenehmigung wurde Ende 2016 erteilt. Eine ebenfalls beantragte Transportgenehmigung liegt aktuell (März 2018) noch nicht vor. Nach Presseberichten haben sich Bund und Land NRW darauf geeinigt, die Jülicher Castoren ab 2019 in 152 Einzeltransporten bis Ende 2020 vorerst nach Ahaus zu verbringen. Es wird von der Bundesregierung nicht bestritten, dass eine spätere Verbringung in die USA, zusammen mit den THTR-Castoren, dennoch stattfinden kann. Die Finanzierung von Entwicklungsarbeiten für die Kugelverbringung in die USA läuft weiter.

### Atomkugelaffäre
Im April 2011 wurde durch eine kleine Anfrage der Grünen bekannt, dass 2285 radioaktive Brennelementekugeln abhandengekommen sein sollen. Das führte zu einem erheblichen Medienecho in ganz Deutschland und wurde unter dem Namen „Atomkugelaffäre“ bekannt. Die NRW-Wissenschaftsministerin Svenja Schulze vermutete, dass diese Brennelementekugeln ebenfalls in das Versuchsendlager Asse gebracht worden sein könnten. Dies sei jedoch nicht mehr nachvollziehbar, da die im Versuchsendlager „eingelagerten Mengen nicht bekannt sind“. Es wurde weiterhin berichtet, dass im Versuchsendlager Asse keine Brennelemente eingelagert werden durften, da es nur für die Lagerung schwach- und mittelradioaktiver Abfälle zugelassen war. Die Unzulässigkeit der Einlagerung von AVR-Brennelementen in die Asse ist jedoch eine Fehleinschätzung, wie im Asse-Kapitel erläutert wird.
Das Forschungszentrum widersprach den Vorwürfen zu fehlenden Brennelementen und versicherte, dass der Bestand an Brennelementkugeln „bis auf das Milligramm genau“ dokumentiert sei. Harry Voigtsberger (SPD), Wirtschaftsminister im Kabinett Kraft I, räumte eine fehlerhafte Kommunikation seitens der Landesregierung ein und sagte: „Für die Atomaufsicht des Landes ist entscheidend, dass keine Menge spaltbaren Materials fehlen.“ Mitte Juli 2011 konstituierte sich ein Untersuchungsausschuss des NRW-Landtags zur Klärung der Fragen um die evtl. verschwundenen AVR-Brennelemente. Im Ausschuss wurden Dokumente bekannt, die belegen, dass es in Jülich zu Verwechselungen von Behältern mit AVR-Brennelementen gekommen ist, und dass Stichproben einen anderen Inhalt von Brennelementen in den Behältern ergaben als deklariert. Des Weiteren wurde deutlich, dass eine genaue Dokumentation zum Verbleib einiger tausend bestrahlter Brennelemente, die zu Versuchszwecken oder im Reaktor zerstört worden waren, nicht existiert. Nur ungenau bekannt ist außerdem die Zahl der Brennelemente, die nicht aus dem Reaktor entfernt werden konnten (s. Störfälle). Sowohl von Landesministerien als auch von Vertretern des Bundesforschungsministeriums wurde vor dem Untersuchungsausschuss ein nachlässiges, „nonchalantes“ Vorgehen des Forschungszentrums bei der Dokumentation der Kugeln gerügt, welches damit letztlich zur Unsicherheit beim Verbleib der Kugeln geführt habe. Ein im Ausschuss gesichtetes internes AVR-Dokument zur Spaltstoffbuchführung von AVR und FZJ für die IAEA schlussfolgert: „Die vorstehenden Ausführungen (…) mögen den Eindruck erwecken, als sei die Brennelementerkennung am AVR ein einziges Chaos gewesen. Es ist aber zu bedenken, dass der AVR-Reaktor der erste seiner Art war.“
Insgesamt fand der Ausschuss zwar keine Belege für ein Verbringen von 2285 AVR-Brennelementen in die Asse, wohl aber für einen sorglosen Umgang mit den Brennelementen. Wegen der vorgezogenen NRW-Landtagswahlen 2012 endete der Untersuchungsausschuss ohne Abschlussbericht. Da die wesentlichen Aspekte aufgeklärt waren, wurde auch von der Opposition aus CDU und FDP, die diesen Ausschuss ins Leben gerufen hatte, auf eine Wiedereinsetzung in der neuen Legislaturperiode verzichtet.

## Bedeutung für die HTR-Entwicklung
Der AVR war ursprünglich nur als Versuchsreaktor gedacht, der die prinzipielle Machbarkeit von Kugelhaufenreaktoren demonstrieren sollte. Da der als Prototyp eines Kugelhaufenreaktors konzipierte größere THTR-300 aber spektakulär scheiterte, wird der AVR bis heute von den Befürwortern der HTR-Technik als angeblich erfolgreiche Referenzanlage eines Kugelhaufenreaktors vermarktet. Alle derzeitigen Kugelhaufenreaktorprojekte und -konzepte basieren demgemäß in wesentlichen Teilen auf dem AVR. Aus Sicht der Kugelhaufen-HTR-Befürworter gilt: AVR ist das Synonym für plausible nukleare Sicherheit; er ist die Referenzanlage transparenter Sicherheitstechnik für die nächste Generation von Kernkraftwerken. Deshalb ist die Aufklärung der AVR-Historie und die Bestätigung einiger der von Kritikern nachgewiesenen generischen Probleme von Kugelhaufenreaktoren durch die AVR-Expertengruppe von großer Bedeutung.
Der chinesische HTR-PM, der 2018 in Betrieb gehen soll, wird als Generation-4-Reaktor beworben, er basiert teilweise auf dem AVR, kann aber nur Nutztemperaturen von maximal 750 °C erreichen und ist daher für Hochtemperatur-Prozesswärmeanwendungen ungeeignet. Kritiker bezeichnen den HTR-PM als Mitteltemperaturreaktor und sehen ihn nicht als Generation-4-Prototyp an.